# Pollionnay
Pollionnay település Franciaországban, Rhône megyében. Lakosainak száma 2966 fő (2022. január 1.). Pollionnay Sourcieux-les-Mines, Chevinay, Grézieu-la-Varenne, Lentilly, Sainte-Consorce, Saint-Pierre-la-Palud és Vaugneray községekkel határos.

## Népesség
A település népességének változása:
| Lakosok száma | 2205 | 2388 | 2561 | 2637 | 2761 | 2845 | 2868 | 2974 | 2966 |
|               | 2013 | 2015 | 2016 | 2017 | 2018 | 2019 | 2020 | 2021 | 2022 |